# Janjetina
Janjetina je meso janjeta starosti od jednog mjeseca do jedne godine.
Težina janjeta iznosi između 5 i 30 kilograma. Meso je znatno mekše od ovčetine (meso ovce starije od godinu dana). U zapadnim zemljama, janjetina je raširena hrana, pogotovo za svečanosti i posebne prilike. Meso ima karakterističan miris i okus. Najčešće se poslužuje pečeno npr. na ražnju ili ispod peke, a može se jesti i kuhano. 
Meso se obično dijeli na prednji dio, but i stražnji dio. U prednji dio pripadaju vrat, plećke, prednje noge i dio rebara. U stražnji dio pripadaju bedra i zadnje noge.
Janjetina se najviše konzumira u Europi, Aziji i Australiji, pogotovo na Mediteranu, Bliskom istoku, središnjoj i južnoj Aziji. Takožer i na sjeveru Afrike, u Sjevernoj Americi manje.  